# Isla Beaufort
La isla Beaufort es una isla de forma semicircular ubicada en el mar de Ross en la Antártida. Es la más septentrional del archipiélago Ross, situada a 21 kilómetros al norte del cabo Bird, en la isla de Ross. Tiene aproximadamente un área de 18,4 kilómetros cuadrados.

## Geografía

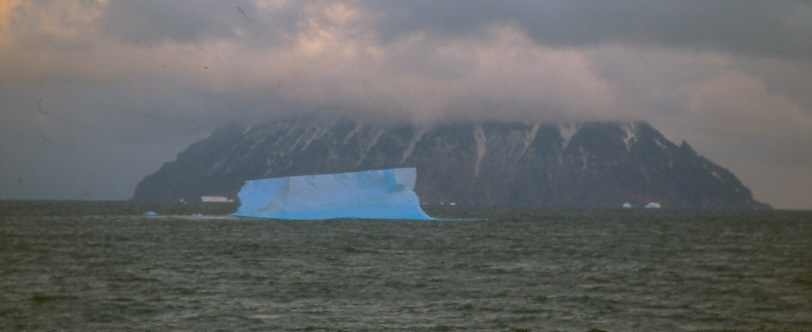
La isla detrás de un iceberg.

La isla, compuesta de basalto, está conformada por restos erosionados de un estratovolcán. El punto más alto es el pico Pato de 771 msnm. La isla tiene un terreno y hábitats variados. Gran parte del lado occidental está cubierto por campos de hielo de pendiente moderada con acantilados de hielo de aproximadamente 20 metros de altura en la costa. Los lados este y sur están en su mayoría libres de hielo, teniendo acantilados inaccesibles que se elevan directamente desde el mar. Aquí el suelo posee una pendiente suave, teniendo en verano estanques y pequeñas corrientes de agua de deshielo que drenan hacia la costa.

## Historia y toponimia
Fue cartografiada por el capitán James Clark Ross en 1841 y nombrada en homenaje a Francis Beaufort (1774-1857), hidrógrafo al servicio de la Real Marina Británica.

## Ecología

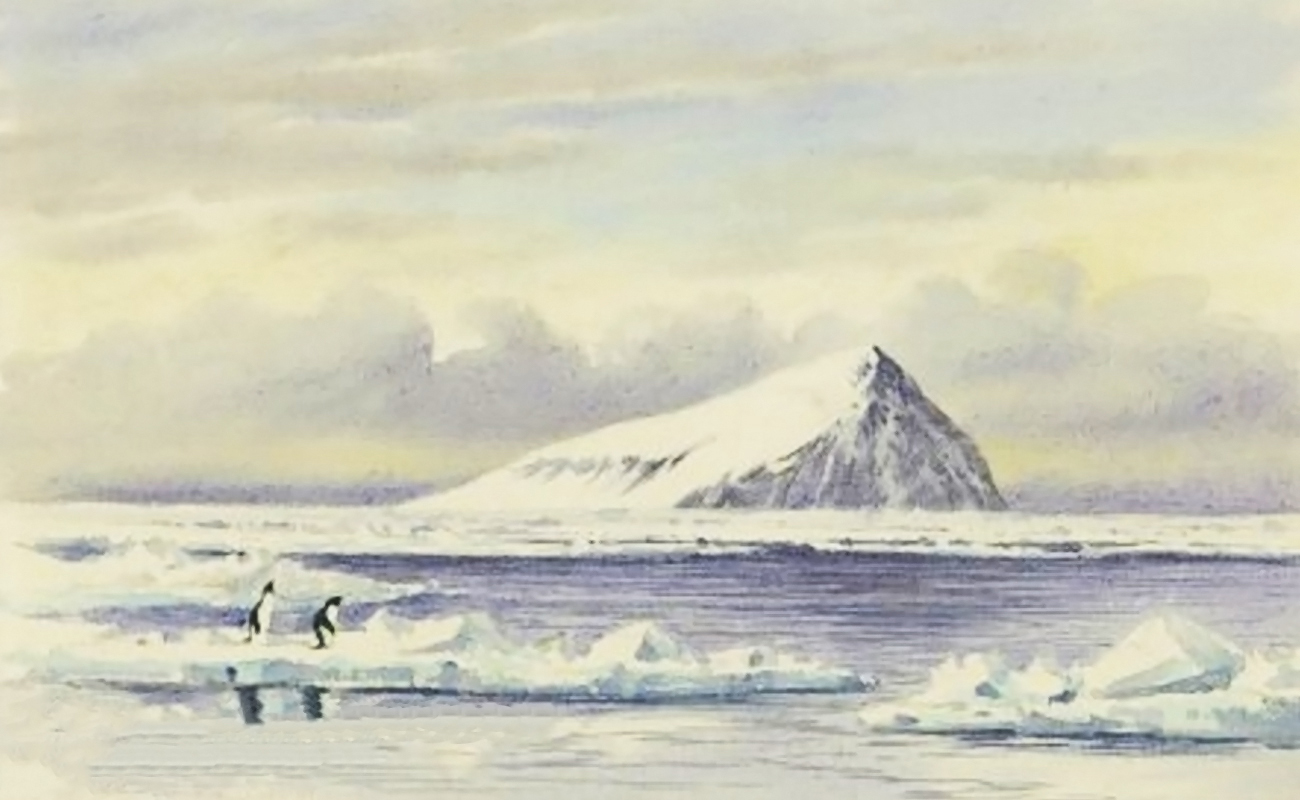
Acuarela de 1911.

La isla Beaufort está designada como Zona Antártica Especialmente Protegida para preservar su sistema ecológico natural y proteger sus variadas y numerosas especies de aves. La isla es aislada y de difícil acceso, y la gente la visita con poca frecuencia. En gran parte no se ve alterado por la actividad humana directa, y ha habido menos oportunidades para la introducción de especies exóticas que otras ubicaciones en el Mar de Ross. Aunque se han llevado a cabo algunos estudios en la isla, no se ha estudiado exhaustivamente.

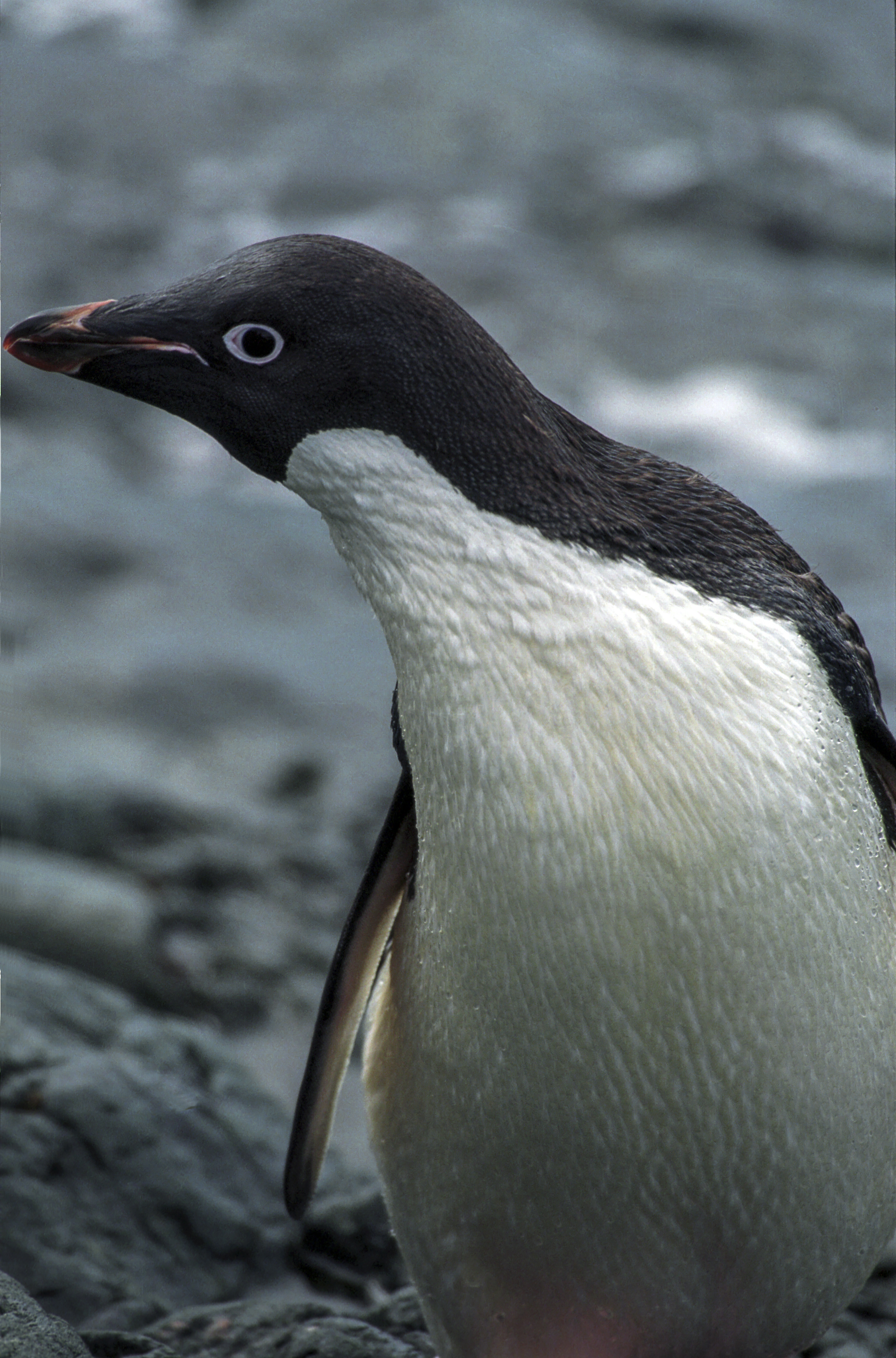
Pingüino adelaida.

Hay una pequeña colonia de pingüinos emperador (Aptenodytes forsteri) en el hielo marino cerca de la costa en el extremo norte de la isla. También hay una gran colonia de pingüinos adelaida (Pygoscelis adeliae) en una playa elevada llamada Cadwalader en el extremo sudoeste de la isla; y varias colonias de reproducción de págalos antárticos (Stercorarius maccormicki).
La isla tiene una extensa área de vegetación en un banco de morrena de 50 metros de ancho, ubicada a cinco-siete metros sobre la playa en el extremo norte de la isla. La vegetación está dominada por la especie de musgo Bryum argenteum. Es el área más extensa y continua de musgos conocida en el área del estrecho de McMurdo. También hay una comunidad diversa de algas. Esta ubicación es uno de los lugares más australes donde se encuentran algas de nieve rojas (Chlamydomonas sp., Chloromonas sp., y Chlamydomonas nivalis). La ubicación es favorable para el crecimiento de la vegetación debido a las cálidas temperaturas de verano. Además el refugio proporcionado por los altos acantilados de hielo actúan de protección contra los vientos del sur. El agua proviene de los acantilados de hielo y los bancos de nieve.
La ZAEP abarca la totalidad de la isla sobre la línea media de pleamar e incluye el hielo fijo adyacente ocupado por las colonias reproductoras de pingüinos emperador. Se estableció primero en 1966 como Zona Especialmente Protegida N.º 5 hasta 2002, y desde entonces es la «ZAEP N.º 105 Isla Beaufort, ensenada McMurdo, mar de Ross» bajo propuesta y conservación de Nueva Zelanda.

## Reclamaciones territoriales
La isla es reclamada por Nueva Zelanda como parte de la Dependencia Ross, pero esta reclamación está sujeta a las disposiciones del Tratado Antártico.